# Bagnet ross

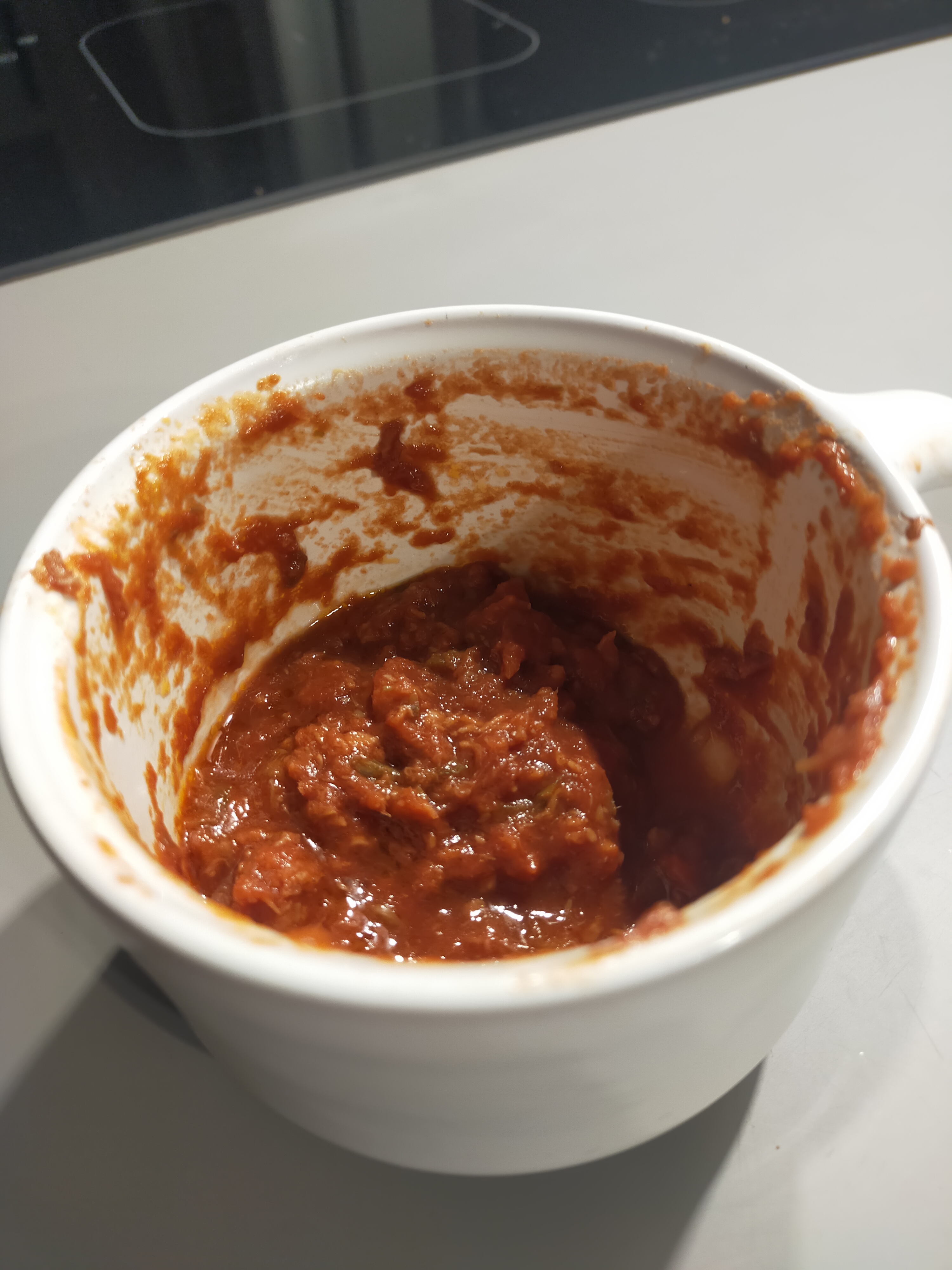

Le bagnet ross (ou bagnet ‘d tômatiche) est une sauce piémontaise qui est faite à base de tomate et de piment,.

## Ingrédients
- Tomate
- Oignon
- Piment
- Carottes
- Ail
- Vinaigre
- Huile
- Sucre
- Sel

Tout doit être finement haché et cuit longtemps à feu doux.